# Арково
Арково — село в Александровск-Сахалинском районе Сахалинской области России, в 9 км от районного центра.

## География
Находится на берегу реки Арково.

## История
Основано в 1883 году. Первоначально носило название Арково I. В 1960-е годы в состав включено село Арково III.

## Население
| 2002 | 2010 | 2013 | 2021 |
| ---- | ---- | ---- | ---- |
| 293  | ↘158 | ↘120 | ↘65  |

По переписи 2002 года население — 293 человека (145 мужчин, 148 женщин). Преобладающая национальность — русские (90 %).

## Промышленность
В Арково находилась шахта по добыче каменного угля. Была реорганизована в единственную в РФ муниципальную шахту. Закрыта в 1998 году. Большая часть шахтёров и их членов семей переселены в Александровск-Сахалинский.